# شاتو روج (مترو باريس)
شاتو روج (بالفرنسية: Château Rouge)‏ هي محطة مترو تابعة لمترو باريس تقع في فرنسا في الدائرة الثامنة عشرة في باريس.[بحاجة لمصدر]